# Stalker (club)

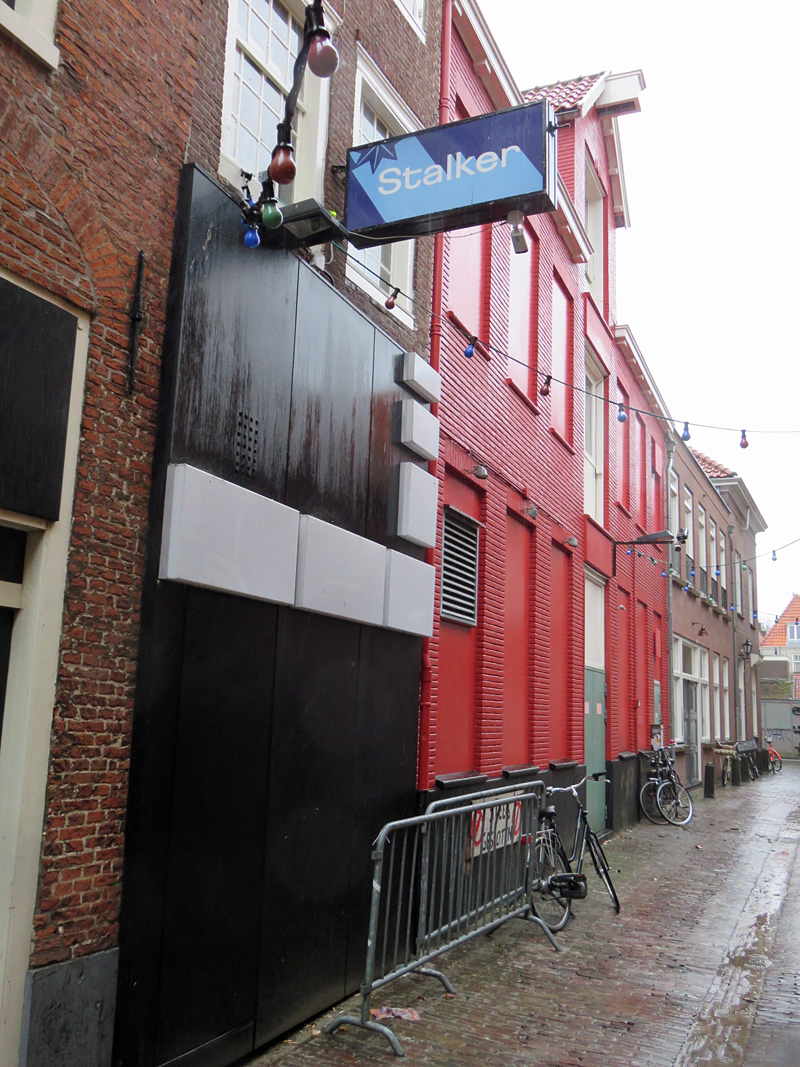
Buitengevel van Club Stalker in Haarlem

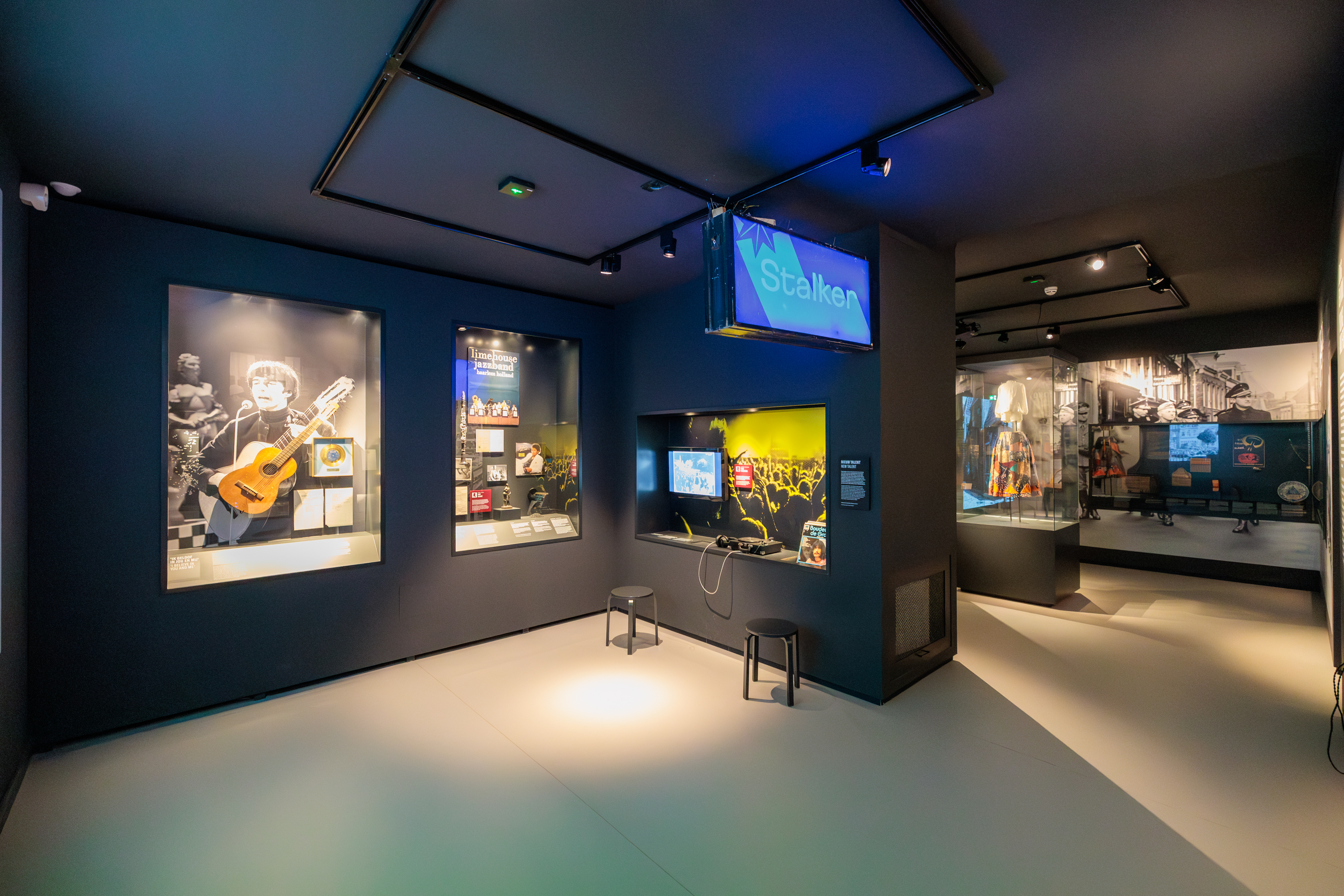
Uithangbord tentoongesteld in Verwey Museum Haarlem

Club Stalker  was een discotheek aan de Kromme Elleboogsteeg 20 in het oude centrum van Haarlem. De zaak opende in 1983 en sloot in 2019.
Vroeger was het pand een pakhuis, waar Felix van der Eerden in 1983 Club Stalker opende, in een periode dat het uitgaansleven in de grote steden niet veel voorstelde. De naam was ontleend aan de film Stalker van Andrei Tarkovski.
In de club werden bijna alle soorten elektronische muziek gedraaid: het begon met New Wave en Postpunk, vervolgens House, Hiphop, UK Garage en Drum-'n-bass en later vooral Minimal en Techno. Ook was het de eerste club buiten de RoXY waar dj Joost van Bellen draaide. Door de programmering gold Stalker als een van de betere discotheken van Nederland.
Club Stalker was een van de oudste nog bestaande discotheken van Nederland en vierde in 2008 zijn 25-jarig jubileum met optredens van onder andere Paul Kalkbrenner, 2000 and One en Joost van Bellen. Na dit jubileum droeg oprichter Felix van der Eerden het management over aan Thor van der Klei en Damir Kalkan.
In januari 2019 maakte Stalker bekend dat jaar nog te gaan sluiten, dit omdat de eigenaar de discotheek reeds 10 jaar runde en toe was aan iets nieuws. Er is nog wel getracht de zaak te verkopen, maar dat is niet gelukt door strenge geluidseisen. Op 12 mei 2019 sloot de Stalker na 36 jaar voorgoed zijn deuren, en zullen in het gebouw appartementen worden gemaakt.
Het verlichte uithangbord, dat aan de gevel bij de ingang hing, is nu onderdeel van de vaste collectie van de lokale culturele erfgoedtentoonstelling in het Verwey Museum in Haarlem.